# Dioscorea meridensis
Dioscorea meridensis är en enhjärtbladig växtart som beskrevs av Carl Sigismund Kunth. Dioscorea meridensis ingår i släktet Dioscorea och familjen Dioscoreaceae. Inga underarter finns listade i Catalogue of Life.